# Valens római császár
Flavius Iulius Valens (latinul: IMPERATOR CAESAR FLAVIVS IVLIVS VALENS AVGVSTVS; 328 – Hadrianopolisz, 378. augusztus 9.) római császár volt 364 és 378 között.

## Élete
A későbbi I. Valentinianus testvéreként született a pannoniai Cibalaeban (Vinkovce) 328-ban. Már trónralépte évében, 364-ben maga mellé vette társuralkodónak Valentinianus: Valens a keleti tartományokat kapta. 367-ben felvette a keresztséget, amelyet egyébként már régóta óhajtott. Ezután átkelt a Dunán azzal a szándékkal, hogy megtörje a gótokat hatalmát. Eleinte a mocsaras, ingoványos vidéken alig tudott az ellenséggel boldogulni, 369-ben azonban a gótokra komoly vereséget mért, és azok békéért könyörögtek.
Ekkor Valens a keleti határra fordította figyelmét, melynek érdekében 372–378 között Szíriában (télen rendszerint Antiokheiában) tartózkodott. Időközben elvesztette egyetlen fiát Valentinianust, ami megkeserítette életét – hasonlóan a politikai és vallási küzdelmekhez. Súlyosbította a császár helyzetét, hogy apósa, Petronius, kapzsisága által távollétében a császárt is gyűlöletessé tette. 378-ban egy előre látható, de azért mégis váratlan esemény arra kényszerítette Valenst, hogy Konstantinápolyba siessen. A hunok összezúzták a gót birodalmat és a gótok megmaradt harcosai, közel 200 000 ember családostul Trákiába és Moesiába való betelepülésért esedeztek. Eleinte nyugodtan viselkedtek, de később a római tisztviselők kapzsisága lázadásra kényszerítette őket. Valens ellenük indult, és Gratianus társcsászár is gyors menetben szintén közeledett, hogy a döntő csatában részt vehessen. Valens azonban be nem várta, hanem Drinápolynál (Hadrianopolisz) csatába bocsátkozott. A csatát elvesztették a rómaiak, és Valens császárt a gótok még a csatatéren megölték, mások szerint fejére gyújtottak egy kunyhót, melyben a csata után súlyosan megsebesülve feküdt.
Valens volt az utolsó császár, akitől pannoniai érmek maradtak az utókorra.